# Stictoptera purpurascens
Stictoptera purpurascens là một loài bướm đêm trong họ Noctuidae.